# Sytry

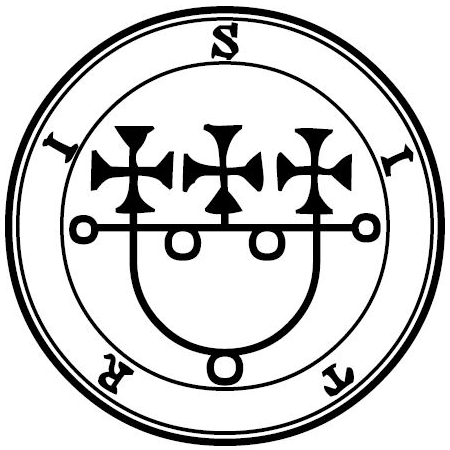
Le sceau de Sytry selon Mathers.

Sytry ou Sitri ou encore Bitru est un démon issu des croyances de la goétie, science occulte de l'invocation d'entités démoniaques. Il est également un personnage de la culture populaire créé par Albert Paraz.
La Pseudomonarchia Daemonum le mentionne en 21e position de sa liste de démons tandis que le Lemegeton le classe 12e. Selon ces ouvrages, Sytry est un grand prince aux enfers qui prend la forme d'un léopard. Il peut cependant se transformer en un homme très beau et il peut révéler les secrets des femmes si quelqu'un lui demande. Il commande soixante-dix légions,.